# Slant 6
Slant 6 были девичьей панк-рок-группой из Вашингтона, США.

## История
Группа состояла из Кристины Билотт (англ. Christina Billotte, гитара, вокал), Майры Пауэр (англ. Myra Power, бас, вокал) и Мардж Маршал (англ. Marge Marshall, барабаны и труба); они собрались в июле 1992 года, вскоре после распада группы Autoclave, в которой играла Билотт. Группа названа в честь шестицилиндрового двигателя, который производился в 1960—1970-е фирмой Dodge для Chrysler Motor Company.
Slant 6 тесно сотрудничали с участниками Nation of Ulysses в ряде записей, а также модных показах и серии перформанс-вечеринок под названием Famous Monsters. Группой был также снят короткометражный фильм «Inzombia», который послужил вдохновением для название заглавного трека их второго LP.
Slant 6 записывались и выпускались на лейбле Dischord и несколько раз были в туре по США и один раз в туре по Англии. Группа снялась в культовом субкультурном молодёжном фильме 1994 «Half-cocked». Распались в ноябре 1995 года, сыграв последний концерт вместе с Fugazi.

## Дискография

### Студийные альбомы и EP
- 1993 — What Kind of Monster Are You EP (Dischord Records)
- 1994 — Soda Pop-Rip Off (Dischord)
- 1995 — Inzombia (Dischord)

### Синглы
- 1995 — «We’re Having A Baby/ This Is… Young Vulgarians» — сплит-сингл с The Make-Up (Time Bomb Records)

### Сборники
- 1993 — «Alien Movie Stars» на Julep, Yoyo Recordings
- 1993 -«Nights X 9» на Stars Kill Rock, Kill Rock Stars
- 1995 — «Time Expired» на Half-Cocked Soundtrack, Matador Records
- 2002 — «What Kind of Monster Are You?» and «Are You Human?» на 20 Years of Dischord, Dischord Records